# Canne de maïs

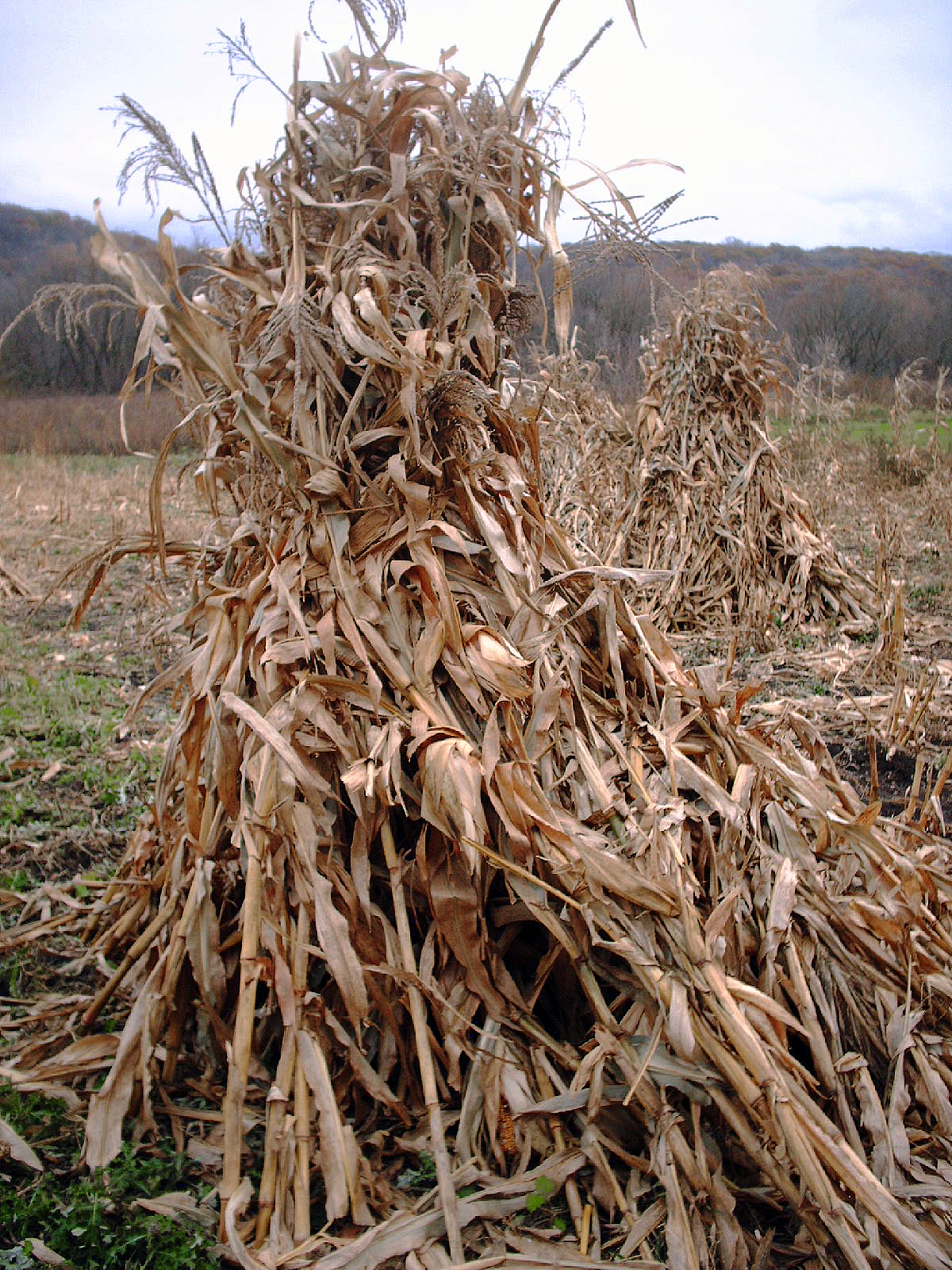
Cannes de maïs dans le Minnesota.

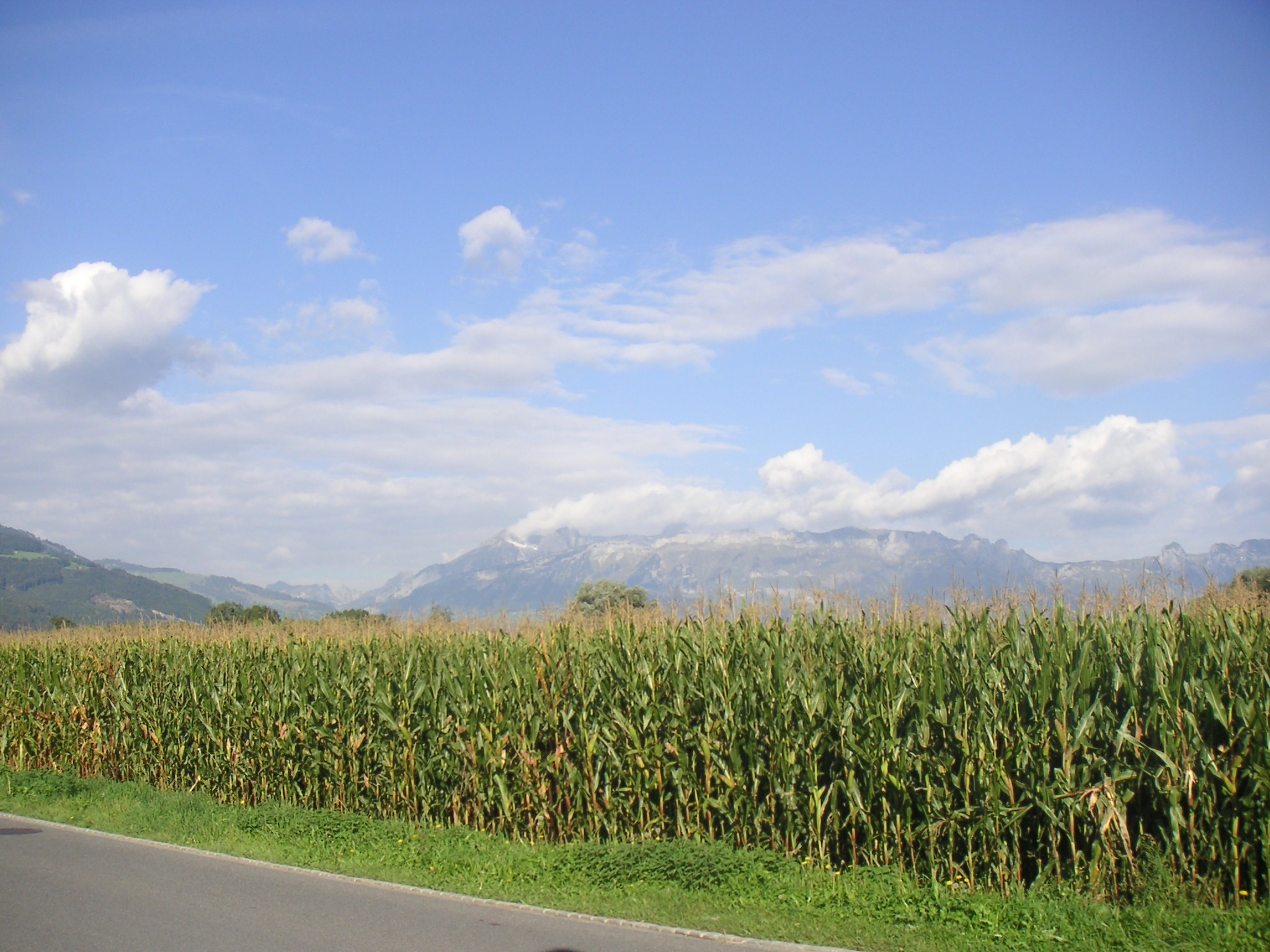
Champ de maïs au Liechtenstein.

Les fanes de maïs (ou tiges de maïs), appelées aussi « paille de maïs », sont des résidus de la culture du maïs (Zea mays ssp. mays L.) constitués par les feuilles et les tiges, ainsi que le plus souvent les spathes et les rafles, abandonnées dans les champs après la récolte des grains. Ces résidus représentent la moitié environ en masse du rendement en grains. C'est l'équivalent de la paille chez les autres céréales. Les cannes de maïs sont un co-produit agricole très commun dans les régions grosses productrices de maïs, en particulier dans la région du Corn Belt américain. En plus de la partie non-récoltée du maïs, les cannes de maïs peuvent également contenir d'autres graminées et mauvaises herbes. C'est un produit « à faible teneur en eau et très volumineux ». Le maïs de grande culture et le maïs doux, deux types de maïs différents, produisent des résidus relativement similaires.

## Utilisation

### Alimentation animale
Les cannes de maïs (comme d'autres types de résidus de culture) peuvent servir d'aliment du bétail, en particulier dans les situations de déficit fourrager. Elles ont une valeur alimentaire légèrement supérieure à celle de la paille de blé. On les utilise soit en vert sous forme de pâturage, soit après  hachage comme ensilage destiné à être utilisé plus tard, ou être récoltées pour une distribution directe (sans ensilage).  
Dans le cas de l'ensilage, c'est habituellement la plante entière (feuillage et épis) qui est hachée et ensuite écrasée entre des rouleaux lors de la récolte. Il est nécessaire cependant que le taux de matière sèche ne soit pas trop élevé pour permettre une bonne conservation. Il se situe souvent entre 50 et 60 %. 
En élevage laitier, l'ensilage de maïs est principalement distribué aux vaches laitières comme fourrage pendant la saison hivernale. Les cannes de maïs peuvent être bénéfiques pour les producteurs de viande de bœuf parce que les « cannes de maïs peuvent fournir une source d'alimentation à faible coût pour les vaches allaitantes à mi-gestation ».
En plus des tiges, des feuilles, des spathes et des rafles laissées sur le champ, des grains peuvent également échapper à la récolte. Ces grains abandonnés sont, avec les autres résidus de culture, une source d'alimentation supplémentaire pour le bétail au pâturage. La valeur nutritionnelle des tiges diminue au fil du temps, de sorte que les agriculteurs cherchent à faire pâturer les résidus de maïs le plus tôt possible après la récolte. La quantité de pâturage possible sur un champ de maïs après récolte représente « entre un et deux mois de pâturage par vache et par acre (50 vaches sur 20 hectares) ».
Lorsque les cannes de maïs sont récoltées intactes (par opposition au hachage de la plante entière pour l'ensilage, ou aux cannes de maïs laissées dans le champ par une moissonneuse-batteuse), elles peuvent être coupées et rassemblées par des lieuses de maïs, qui sont des moissonneuses-lieuses conçues spécifiquement pour le maïs. Elles peuvent également être comprimées et enrubannées sous forme de grandes balles rondes.

### Litière
Au lieu de les utiliser comme aliment du bétail, les cannes de maïs peuvent également être récoltées pour être utilisées comme litière pour le bétail ou autres animaux d'élevage (c'est-à-dire servir de masse cellulosique pour fixer et contenir les déjections animales), ou bien peuvent servir de fumier végétal qui reste dans le champ et enrichit la litière végétale (servant d'engrais vert). Lorsqu'on les utilise comme litière, elles sont ensuite retirées et répandues directement dans les champs ou compostées (dans des tas manipulés par des chargeurs mécaniques) pour épandage ultérieur dans les champs. Dans ces deux derniers cas, elles finissent comme matière organique pour améliorer les sols.

### Amendement agricole
L'utilisation des cannes de maïs comme aliment pour animaux ou comme litière est fréquente, mais leur utilisation comme amendement organique est également courante. Cette dernière est vraie pour deux raisons : 
1. elle aide à maintenir la santé des sols,
2. lorsque le maïs est cultivé pour la production de grains (comme céréale, par opposition à une culture d'ensilage), récolter les cannes de maïs (sans grains) n'est pas économiquement intéressant ; il n'y a souvent aucune demande du marché qui l'emporte sur sa valeur à la ferme en tant qu'amendement organique des sols, ce qui représente en soi une valeur économique. La récolte annuelle régulière des plants de maïs entiers (hachage pour ensilage) est plus difficile pour la gestion des sols que la culture du maïs-céréale et l'utilisation des résidus comme amendements[7].

La réintégration de la matière organique est bonne pour le sol, même si elle doit être gérée de manière appropriée pour prévenir la « faim d'azote » de la culture suivante, car un ratio C/N élevé se traduit par le blocage de  l'azote disponible par les micro-organismes du sol qui décomposent rapidement la cellulose et la lignine. 
Ils peuvent surpasser les plantes pour l'azote. Il existe des moyens tant  biologiques que conventionnels pour augmenter les apports  d'azote, soit par apport d'urine animale et de fumier dans le premier cas, soit d'engrais commerciaux dans le second ; les deux méthodes apportent de l'urée, que les microbes digèrent grâce à leur uréase.

### Bioénergie
Une autre utilisation des cannes de maïs est celle de combustible pour la bioénergie ou de matière première pour des  bioproduits. Elles peuvent être brûlées dans des fours pour produire de l'énergie qui peut être convertie en  électricité par des turbines à vapeur. On peut également les utiliser pour produire de l'éthanol cellulosique (éthanol de biomasse), qui est « l'éthanol produit à partir de matières végétales autres que les grains connues sous le nom de biomasse ».
Cependant, avec la technologie actuelle, une grande partie du biocarburant de cellulose potentiel est gaspillée en raison de la force de la liaison glycosidique qui apparie les chaînes d'unités de  D-glucose. Mais si la commercialisation de l'éthanol cellulosique avançait suffisamment sur le plan de la technologie, la production d'éthanol à base de biomasse utiliserait les cannes de  maïs disponibles dans les zones entourant les usines d'éthanol. Les cannes de  maïs, en raison de la proximité relativement étroite avec les grains de maïs servant à la production d'éthanol, « sont de loin les résidus de culture les plus abondants disponibles aujourd'hui ».
L'accès libre aux cannes de maïs en font des candidats privilégiés pour la production d'éthanol de biomasse. Une nouvelle usine de DuPont à Nevada (Iowa) devrait produire 114 millions de litres par an de biocarburants cellulosiques à partir de résidus de cannes de maïs,,

## Composition
Selon Ananda S. Amarasekara dans Handbook of Cellulosic Ethanol (2013).
| Composants        | % (sur la matière sèche totale) |
| ----------------- | ------------------------------- |
| Cellulose/glucane | 37,4                            |
| Xylane            | 21,1                            |
| Arabinane         | 2,9                             |
| Mannane           | 1,6                             |
| Galactane         | 2,0                             |
| Lignine           | 18,0                            |
| Cendres           | 5,2                             |
| Acétate           | 2.9                             |
| Protéine          | 3,1                             |

Pouvoir calorifique: 19 MJ/kg (poids sec sans cendre).